# La nuit, tous les chats sont gris
La nuit, tous les chats sont gris è un film del 1977 diretto da Gérard Zingg.